# Trabancos
 (novembre 2024).
Si vous disposez d'ouvrages ou d'articles de référence ou si vous connaissez des sites web de qualité traitant du thème abordé ici, merci de compléter l'article en donnant les références utiles à sa vérifiabilité et en les liant à la section « Notes et références ».
Le Trabancos est un cours d’eau espagnol d'une longueur de 85 km qui coule dans la communauté autonome de Castille-et-León. C'est un affluent en rive gauche du fleuve le Douro.

## Source de la traduction
- (es) Cet article est partiellement ou en totalité issu de l’article de Wikipédia en espagnol intitulé « Río Trabancos » (voir la liste des auteurs).